# 砲兵情報班
砲兵情報班（ほうへいじょうほうはん）は、軍隊のうち砲兵が作戦上で必要とする諸情報の収集を任務とする部隊である。測量や気象観測のほか、対砲兵戦における敵砲兵の探知などを行う。

## 日本陸軍の砲兵情報班
大日本帝国陸軍の場合、砲兵情報班は通常は軍や師団あるいは砲兵群に直属する。砲兵の砲撃のために資料を提供するのがその主たる任務であるが、ほかに一般の情報勤務に対しても資料を提供する。地上標定隊・砲兵測地隊・音源標定隊・気象班などで構成され、砲兵情報班長がその指揮にあたる。そのため、本部は所属指揮官に近接する交通連絡の便のよい地が選定される。
砲兵測地隊は地上標定隊および音源標定隊のために必要とされる測地を行うと同時に、砲兵部隊のためにもその基本測地を行うのが主要な任務である。すなわち、戦場の要点および目標を選定するための基礎を作るのであり、その範囲は自軍陣地内における観測所および標定所のみならず、敵陣地内の要点・目標に対しても行う。測地作業は一般地形測量の要領で、多くは特に気球および飛行機と協力して行われる。測地は基礎測地・陣地測地および前地測地の3部に分かれ、各種の測量器具が用いられる。
地上標定隊は、地上の観測所または標定所から火花または砲煙を認め得る敵の砲兵およびその観測所、通信所陣地の要点である障害物・側方機関・敵の通過を予測し得る道路や鉄道・橋梁などを偵察探求し、各種の標定用具および観測用具を用いて標定するのが任務である。
音源標定隊は遮蔽する敵の砲兵に対して火光、砲煙を認め得ない場合、音源標定機を用いてその位置を発見し標定する。
気象班は、砲兵の砲撃に必要とされる気象の観測を行う。
砲兵情報の収集にあたる大規模な専門部隊として、砲兵情報連隊も編成された。砲兵情報第1連隊ないし砲兵情報第6連隊の6個連隊が編成された。